# Business Information Services Library
BiSL (произносится «би-эс-эл», англ. Business Information Services Library — библиотека услуг бизнес-информации) — это фреймворк, используемый в управлении информацией и находящийся под управлением ASL BiSL Foundation с 2005 года.
BiSL тесно связан с ITIL и ASL, основное различие между ними заключается в том, что ITIL и ASL сосредоточены на стороне «предложения» информации (назначение ИТ-организации), а BiSL находится на стороне «спроса» (обусловленного организацией, представляющей конечного пользователя). В этом контексте описывается как пользовательская организация может обеспечить корректную работу  информационного обеспечения, каким образом требования бизнес-процессов приводят к автоматизированным и неавтоматизированным решениям, как информационное обеспечение и ИТ-услуги управляются с точки зрения пользователя и как информационное обеспечение проектируется в долгосрочной перспективе. Именно поэтому управление информацией применимо в любой организации.
Следует отметить, что BiSL и ITIL рассматривают управление бизнес-информацией с разных точек зрения.
- BiSL принимает точку зрения бизнеса и описывает процессы и виды деятельности, связанные с информационным управлением, которые входят в сферу ответственности бизнеса. Это дает четкое разграничение между бизнес-управлением, пользователями, управлением бизнес-информацией и поставщиками ИТ-услуг.
- ITIL стоит на позициях поставщика ИТ-услуг, описывая множество аспектов взаимодействия с бизнесом, важность предоставления ИТ ценности для бизнеса и некоторые бизнес-роли и обязанности, относящиеся к управлению бизнес-информацией.

Библиотека BiSL состоит из описания 23 процессов, находящихся на стратегическом, управленческом и операционном уровнях, поддержанных передовым опытом в области управления бизнес-информацией.

## История
BiSL был разработан в Нидерландах в RCC/Roccade Atribit. Впервые этот подход был описан доктором Деурлоо в статье «Модель для управления информацией», опубликованной в голландском ежегоднике «IT Beheer Jaarboek», издание 1998, страницы 131-140 (под редакцией Яна ван Бона, Ten Hagen & Stam Uitgevers).
Позже BiSL был взят на вооружение фондом ASL BiSL Foundation, основанным в 2002 году. Свод знаний по управлению бизнес-информацией (BiSL) в настоящее время является общественным достоянием.

## Положение BiSL
Позиция BiSL определяется в соответствии с моделью управления ИТ профессора Маартена Лоойена из Делфтского университета, Нидерланды (Looijen, 1998). Лоойен выделил три формы управления ИТ: управление бизнес-информацией, управление приложениями и управление инфраструктурой, которые определяются следующим образом.
- Управление информационно-технологической инфраструктурой (в качестве руководства использует ITIL)

Отвечает за эксплуатационные аспекты информационной системы, включая аппаратное обеспечение, программное обеспечение и базы данных. В сущности, это организация, эксплуатирующая информационные системы и поддерживающая инфраструктуру.
- Управление приложениями (в качестве руководства использует ASL и ITIL)

Отвечает за сопровождение прикладного программного обеспечения и баз данных. При необходимости внесения изменений в целях сопровождения, управление приложениями несет ответственность за их реализацию и тестирование. То же относится и к структуре баз данных.
- Управление бизнес-информацией (в качестве руководства использует BiSL)

Отвечает за активное управление, сопровождение и поддержку функциональных возможностей информационных систем. Управление бизнес-информацией представляет пользовательскую организацию, получающую выгоду от этих функциональных возможностей, владеющую информационной системой и отвечающую за все информационное обеспечение организации.

## BiSL в управлении ИТ-требованиями
Предоставление информации распределено по принципу разделения обязанностей:
- Управление ИТ: предложение

Управление ИТ — область разработки и управления информационными системами. Состоит из различных дисциплин, включая управление системами, управление приложениями (описанное в библиотеке ASL), управление инженерным обеспечением и управление ИТ-услугами (описанное в библиотеке ITIL).
- Управление информацией: спрос

Управление информацией — область, охватывающая создание технической документации функциональных требований к информационному обеспечению, которое должно быть предоставлено конечным пользователям в виде ИТ-услуг, управление корпоративной моделью данных и управление предоставлением ИТ-услуг посредством управления ИТ. Управление информацией поддерживается BiSL.

## Классификация
Структура BiSL состоит из 23 процессов, находящихся на стратегическом, управленческом и операционном уровнях. В рамках этих трех уровней различные процессы объединяются в семь групп: три на операционном уровне, одна на управленческом и три на стратегическом. Ниже приведено подробное описание этих групп процессов.

### Операционный уровень
Реализация операционных процессов включает в себя ежедневное использование информационного обеспечения, а также определение и осуществление изменений в информационном обеспечении.
- Управление использованием. Назначение процессов в этой группе заключается в обеспечении оптимальной непрерывной поддержки соответствующих бизнес-процессов. Процессы управления использованием сосредоточены на оказании поддержки пользователям в применении информационного обеспечения, операционном управлении ИТ-подрядчиками и контроле за администрированием данных. Ключевой вопрос управлению использованием: действительно ли операционное информационное обеспечение используется и управляется должным образом?
  - Поддержка конечного пользователя
  - Управление бизнес-данными
  - Операционное управление подрядчиком
- Управление функциональными возможностями. Целью процессов в группе управления функциональными возможностями является организация и осуществление изменений в информационном обеспечении. Ключевой вопрос здесь: как будет выглядеть измененное информационное обеспечение?
  - Определение требований к информации
  - Разработка неавтоматизированных информационных систем
  - Подготовка преобразования
  - Обзор и тестирование
- Связующие процессы операционного уровня. Цель процессов этой группы заключается в принятии решений о том, какие изменения должны быть внесены в информационное обеспечение, и как должно происходить их фактическое осуществление в рамках пользовательской организации. Ключевой вопрос: почему и как следует изменить информационное обеспечение?
  - Управление изменениями
  - Управление преобразованием

### Управленческий уровень
Управление включает в себя управление доходами, расходами, планированием, качеством информационного обеспечения и заключением соглашений с ИТ-подрядчиками.
- Процессы управления – «зонтичные» процессы, поскольку находятся над операционными процессами. Эти процессы управления выступают в качестве некого моста, соединяющего стратегический уровень и операционные процессы. Процессы на управленческом уровне обеспечивают всеобъемлющее управление использованием информационного обеспечения. С точки зрения планирования, рентабельности, потребностей, контрактов и уровней услуг даются указания на административную работу, сопровождение, инновации и связующие процессы. Ключевой вопрос здесь: как управлять информационным обеспечением?
  - Планирование и управление ресурсами
  - Управление финансами
  - Управление спросом
  - Управление контрактами

### Стратегический уровень
Этот уровень определяет характер информационного обеспечения в долгосрочной перспективе и способ организации его управления.
Три группы процессов на стратегическом уровне рассматривают разработку политики в отношении информационного обеспечения и задействованных в этом организаций. Вот эти три группы процессов.
- Информационная стратегия. Назначение процессов в группе информационной стратегии заключается в преобразовании событий, затрагивающих бизнес-процессы, окружающую среду организации и технологии в образ будущего информационного обеспечения. Ключевой вопрос здесь: как будет выглядеть информационное обеспечение в среднесрочной и долгосрочной перспективе?
  - Управление информационным жизненным циклом
  - Управление информационным портфелем
  - Определение развития информационной цепочки
  - Определение технологического развития
  - Определение развития бизнес-процесса
- Стратегия I-организации. Процессы в этой группе сосредоточены на координировании коммуникации, управления, структур и методик всех участников, задействованных в принятии решений по информационному обеспечению. Ключевой вопрос здесь: как должно быть выстроено управление информационным обеспечением?
  - Определение стратегии I-организации
  - Стратегическое управление взаимоотношениями с пользователями
  - Стратегическое управление поставщиком
  - Стратегическое управление информационным партнером
- Связующий процесс стратегического уровня. Целью связующего процесса на стратегическом уровне является координирование всех вовлеченных сторон и планов различных вспомогательных элементов информационного обеспечения. Ключевой вопрос: как действовать совместно?
  - Координирование информации

## Сертификация
Для проверки знаний в области BiSL существует два экзамена, разработанных в EXIN с целью предоставления менеджерам по управлению бизнес-информацией возможности получения официального подтверждения освоения ими основ BiSL и умения применять BiSL на практике.
Базовый экзамен «Основы BiSL» (англ. EXIN Business Information Management with reference to BiSL) проводится с 1 мая 2012 года. Экзамен также можно сдать в APMG.
Экзамен представляет собой тест из 40 вопросов с несколькими вариантами ответов на каждый. Максимально возможное число вариантов ответов на каждый вопрос – 4. Правильный ответ на вопрос – 1 балл. Максимально возможное количество баллов – 40. Проходной балл – 26 и более.
Второй экзамен разработан для того, чтобы менеджеры по управлению бизнес-информацией могли проверить свои знания и навыки, применяемые ими в повседневной практике. Этот экзамен называется «Профессионал в управлении бизнес-информацией» (англ. Business Information Management Professional). В настоящее время экзамен принимается только в EXIN и только на нидерландском языке.

## Внешние ссылки
- ASL BiSL Foundation
- Ресурс на русском языке по ASL2 и BiSL Архивная копия от 16 октября 2014 на Wayback Machine
- Международный веб-сайт EXIN
- Международный веб-сайт APMG International